# Spodik

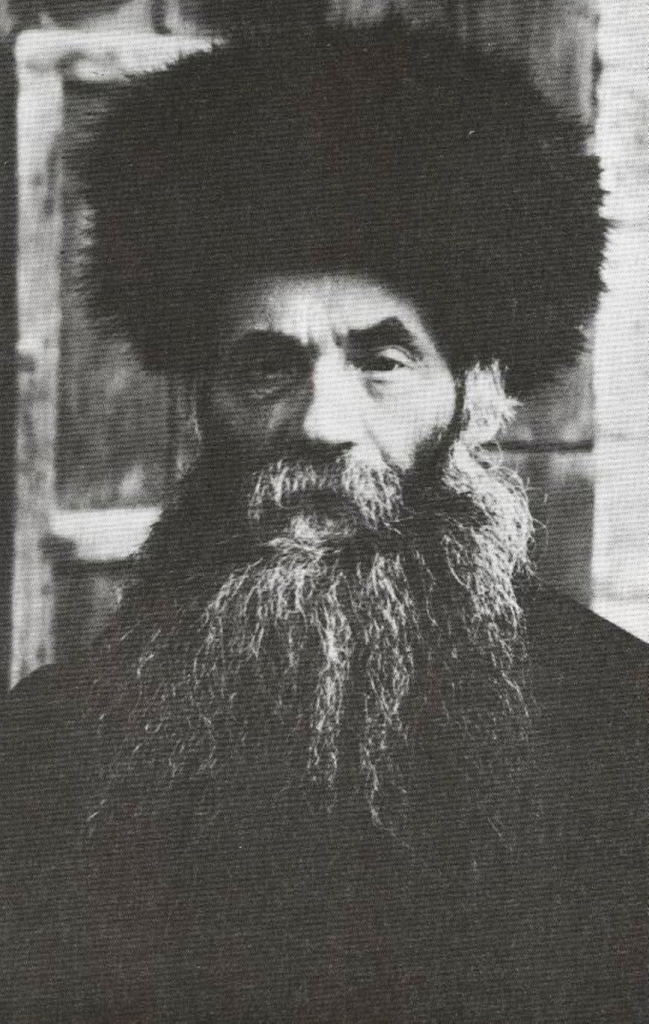
O rabino Isser Zalman Meltzer (1873-1950) usando um spodik

Um spodik (ou spodek) é um chapéu alto feito de pele usado por alguns judeus chassídicos, particularmente  membros de grupos originados na Polônia do Congresso. 

## Descrição
Spodiks são diferentes dos shtreimels, cujas similaridades estão no uso de pele e de também serem usados por judeus chassídicos. Shtreimels são mais curtos, largos e em formado discoide, enquanto os spodiks são mais altos, estreitos e têm formato cilíndrico.

## Uso
Os Ger, sendo o maior grupo chassídico de origem polonesa, tornaram-se os mais famosos usuários de spodiks. Virtualmente todos os homens casados entre os Gerer Hasidim usam um spodik. Em função de um édito do grão rabino de Ger imposto com o objetivo de parar a extravagância dos chapéus, os Gerrer Hasidim são autorizados a comprar chapéus de pele que custem menos de $600.